# High Moon
High Moon este un serial de benzi desenate pe web (webcomic) de Western de groază, cu vârcolaci. A fost dezvoltat în 2004, a debutat în 2007 ca parte a Zuda Comics, sigla de benzi desenate pe web a DC Comics. Primul sezon s-a încheiat la  8 iulie 2008. Sezonul doi a avut premiera în perioada 16 august - 25 noiembrie 2008. Sezonul trei a debutat la 9 februarie 2009. Sezonul patru a debutat la 3 octombrie 2009. Odată cu închiderea Zuda Comics în 2010, s-a renunțat la acest serial. La 10 februarie 2017, The Hollywood Reporter a anunțat că editura Papercutz va relansa High Moon într-o nouă colecție, din trei volume sub sigla Super Genius.
A fost creat de David Gallaher și Steve Ellis.

## Prezentare
În prima serie, un vânător de recompense, Matthew Macgregor, investighează o serie de întâmplări ciudate în orașul Blest din Texas, unde seceta a adus foamete și greutăți majorității orașului și fermelor din jur. În plus, nopțile sunt bântuite de vârcolaci. În timp ce Macgregor, un fost detectiv Pinkerton, încearcă să descopere secretele orașului, el se zbate să-și păstreze secretul propriului trecut plin de vrăjitorie și supranatural. Cea de-a doua serie îl găsește pe Macgregor, vânătorul de vârcolaci, în Ragged Rock, Oklahoma, investigând o serie de crime în urma unui jaf bizar a unui tren și se găsește prins într-o răzbunare și se confruntă cu o monstruozitate tehnologică. În seria a treia, Macgregor ajută o tânără și ajunge în mijlocul a două facțiuni războinice din Black Hills din South Dakota. 

## Primire
Banda desenată a fost nominalizată la premiile Harvey în 2009 și 2010.